# Linda Fruhvirtová
Linda Fruhvirtová (* 1. Mai 2005 in Prag) ist eine tschechische Tennisspielerin. Sie ist die ältere Schwester von Brenda Fruhvirtová, die ebenfalls Tennis spielt.

## Karriere

### Ab 2019
Ab den French Open 2019 spielte Fruhvirtová bei Juniorinnen-Wettbewerben im Einzel wie auch im Doppel. Zusammen mit Kamilla Bartone stieß sie bei den Australian Open 2020 im Doppel bis ins Halbfinale vor, in dem die beiden gegen die späteren Siegerinnen Alexandra Eala und Priska Madelyn Nugroho verloren.
Im Februar 2020 erreichte sie beim mit 100.000 US-Dollar dotierten Zed Open das Achtelfinale, im Februar beim $25.000-Turnier AK Ladies Open das Viertelfinale. Beim $15.000-Turnier in Monastir im November 2020 erreichte sie erstmals ein Finale, das sie gegen Julija Hatouka mit 1:6, 7:5 und 3:6 verlor. Im Dezember 2020 stand sie mit ihrer Partnerin Maja Chwalińska beim Turnier in Wolkenstein in Gröden ebenfalls im Endspiel. Im Januar 2021 verlor sie beim Tennis Future Hamburg das Finale gegen Zheng Qinwen mit 2:6 und 3:6. Im weiteren Verlauf ihrer Karriere gewann sie drei ITF-Titel im Einzel und zwei ITF-Titel im Doppel.
Ihr Debüt auf der WTA Tour gab sie bei den Prague Open 2020, für das sie vom Veranstalter eine Wildcard für das Dameneinzel erhielt. Sie unterlag Kristýna Plíšková mit 2:6 und 5:7. Seit 2022 spielt Fruhvirtová vorrangig auf Turnieren der WTA Tour. In der Qualifikation für die Indian Wells Open unterlag sie ihrer Landsfrau Marie Bouzková.

### 2022
Zu den Miami Open (WTA 1000) kam Fruhvirtová als Nr. 279 der Weltrangliste dank einer Wildcard fürs Hauptfeld. Nachdem sie Danka Kovinić (66. der Weltrangliste) eliminiert hatte, gelang ihr ein Dreisatzsieg über die Nr. 24 im Damentennis, Elise Mertens aus Belgien. Bei ihrem dritten Sieg in diesem Turnier verließ die ehemalige Nr. 1 der Weltrangliste und zweifache Grand-Slam-Siegerin Viktoria Azarenka beim Stande von 6:2, 3:0 für Fruhvirtová kommentarlos den Platz. In der Runde der Letzten 32 unterlag Fruhvirtová der aktuellen Nr. 3 der Weltrangliste, Paula Badosa aus Spanien, mit 2:6, 3:6. Nach dem Turnier kletterte sie um 91 Plätze auf Rang 188.
Bei den US Open 2022 war Linda Fruhvirtová erfolgreich in der Qualifikation der Damen und nach einem Sieg in der ersten Runde des Hauptturniers kämpfte sie sich unter die 64 besten Spielerinnen. Am 19. September 2022 belegte sie den Platz 74 in der WTA-Weltrangliste.
Fruhvirtová spielte in der Saison 2019 für den MBB Manching in der 2. Tennis-Bundesliga.

## Turniersiege

### Einzel
| Nr. | Datum              | Turnier  | Kategorie | Belag     | Finalgegnerin    | Ergebnis      |
| --- | ------------------ | -------- | --------- | --------- | ---------------- | ------------- |
| 1.  | 7. Februar 2021    | Monastir | ITF W15   | Hartplatz | Manon Arcangioli | 7:65, 7:5     |
| 2.  | 14. Februar 2021   | Monastir | ITF W15   | Hartplatz | Inès Ibbou       | 6:2, 6:2      |
| 3.  | 20. Februar 2022   | Cancún   | ITF W25   | Hartplatz | Rebecca Marino   | 6:3, 6:4      |
| 4.  | 18. September 2022 | Chennai  | WTA 250   | Hartplatz | Magda Linette    | 4:6, 6:3, 6:4 |

### Doppel
| Nr. | Datum            | Turnier  | Kategorie | Belag     | Partnerin          | Finalgegnerinnen                     | Ergebnis |
| --- | ---------------- | -------- | --------- | --------- | ------------------ | ------------------------------------ | -------- |
| 1.  | 6. Februar 2021  | Monastir | ITF W15   | Hartplatz | Marija Timofejeva  | Nina Radovanovic Sopiko Zizkischwili | 6:1, 6:2 |
| 2.  | 13. Februar 2021 | Monastir | ITF W15   | Hartplatz | Weronika Falkowska | Yasmine Mansouri Elena Milovanović   | 6:3, 6:1 |

## Abschneiden bei Grand-Slam-Turnieren

### Dameneinzel
| Turnier         | 2022 | 2023 | 2024 | 2025 | Karriere |
| --------------- | ---- | ---- | ---- | ---- | -------- |
| Australian Open | —    | AF   | 1    | Q1   | AF       |
| French Open     | Q2   | 1    | Q2   | Q1   | 1        |
| Wimbledon       | Q1   | 1    | Q2   | 1    | 1        |
| US Open         | 2    | 1    | Q1   |      | 2        |

Zeichenerklärung: S = Turniersieg; F, HF, VF, AF = Einzug ins Finale / Halbfinale / Viertelfinale / Achtelfinale; 1, 2, 3 = Ausscheiden in der 1. / 2. / 3. Hauptrunde; Q1, Q2, Q3 = Ausscheiden in der 1. / 2. / 3. Qualifikationsrunde; nicht ausgetragen

### Juniorinneneinzel
| Turnier         | 2019 | 2020 | 2021 | Karriere |
| --------------- | ---- | ---- | ---- | -------- |
| Australian Open | —    | 1    |      | 1        |
| French Open     | 1    | 2    | 2    | 2        |
| Wimbledon       | AF   |      | HF   | HF       |
| US Open         | 2    |      | AF   | AF       |

Zeichenerklärung: S = Turniersieg; F, HF, VF, AF = Einzug ins Finale / Halbfinale / Viertelfinale / Achtelfinale; 1, 2, 3 = Ausscheiden in der 1. / 2. / 3. Hauptrunde; nicht ausgetragen

### Juniorinnendoppel
| Turnier         | 2019 | 2020 | 2021 | Karriere |
| --------------- | ---- | ---- | ---- | -------- |
| Australian Open | —    | HF   |      | HF       |
| French Open     | 1    | AF   | VF   | VF       |
| Wimbledon       | AF   |      | HF   | HF       |
| US Open         | 1    |      | VF   | VF       |